# Haliplus solitarius
Haliplus solitarius är en skalbaggsart som beskrevs av Sharp 1882. Haliplus solitarius ingår i släktet Haliplus och familjen vattentrampare. Inga underarter finns listade i Catalogue of Life.